# Aleksandrovskij Zavod
Aleksandrovskij Zavod (in russo Александровский Завод?) è una località rurale (selo) della Russia, centro amministrativo dell'Aleksandrovo-Zavodskij rajon nel Territorio della Transbajkalia. Fondata dai Cosacchi nel 1792, contava 2 482 abitanti al censimento del 2010.